# Colômbia nos Jogos Olímpicos de Verão de 1960
A Colômbia competiu nos Jogos Olímpicos de Verão de 1960 em Roma, Itália.

## Referência
- Official Olympic Reports